# Lijst van Franse ministers van Volksgezondheid
Dit is een lijst van Franse ministers van Volksgezondheid.

## Ministers van Volksgezondheid (1958–heden)
| Minister van Volksgezondheid          | Minister van Volksgezondheid          | Minister van Volksgezondheid          | Ambtstermijn               | Ambtstermijn                  | Partij(en)     | Premier(s)                            | Kabinet(en)                                     | Overige functie(s)                              |
| ------------------------------------- | ------------------------------------- | ------------------------------------- | -------------------------- | ----------------------------- | -------------- | ------------------------------------- | ----------------------------------------------- | ----------------------------------------------- |
|                                       |                                       | Bernard Chenot (1909–1995)            | 1 juni 1958                | 24 augustus 1961              | O              | Michel Debré (1959–1962)              | Debré                                           |                                                 |
|                                       |                                       | Joseph Fontanet (1921–1980)           | 24 augustus 1961           | 16 mei 1962                   | MRP            | Michel Debré (1959–1962)              | Debré                                           |                                                 |
| Georges Pompidou (1962–1968)          | Pompidou I                            | Joseph Fontanet (1921–1980)           | 24 augustus 1961           | 16 mei 1962                   | MRP            |                                       |                                                 |                                                 |
| Georges Pompidou (1962–1968)          | Pompidou I                            |                                       | Raymond Marcellin          | Raymond Marcellin (1914–2004) | 16 mei 1962    | 8 januari 1966                        | RI                                              |                                                 |
| Georges Pompidou (1962–1968)          | Pompidou II                           |                                       | Raymond Marcellin          | Raymond Marcellin (1914–2004) | 16 mei 1962    | 8 januari 1966                        | RI                                              |                                                 |
|                                       |                                       |                                       |                            |                               |                | Georges Pompidou (1962–1968)          | Pompidou III                                    |                                                 |
|                                       |                                       |                                       |                            |                               |                | Georges Pompidou (1962–1968)          | Pompidou IV                                     |                                                 |
|                                       |                                       |                                       |                            |                               |                | Maurice Couve de Murville (1968–1969) | Couve de Murville                               |                                                 |
|                                       | Robert Boulin                         | Robert Boulin (1920–1979)             | 20 juni 1969               | 6 juli 1972                   | UDR            | Jacques Chaban- Delmas (1969–1972)    | Chaban- Delmas                                  | Minister van Sociale Zaken                      |
|                                       | Jean Foyer                            | Jean Foyer (1921–2008)                | 6 juli 1972                | 5 april 1973                  | UDR            | Pierre Messmer (1972–1974)            | Messmer I                                       |                                                 |
|                                       | Michel Poniatowski                    | Michel Poniatowski (1922–2002)        | 5 april 1973               | 27 mei 1974                   | RI             | Pierre Messmer (1972–1974)            | Messmer II                                      | Minister van Sociale Zaken                      |
| Messmer III                           | Michel Poniatowski                    | Michel Poniatowski (1922–2002)        | 5 april 1973               | 27 mei 1974                   | RI             | Pierre Messmer (1972–1974)            |                                                 | Minister van Sociale Zaken                      |
|                                       | Simone Veil                           | Simone Veil (1927–2017)               | 27 mei 1974                | 4 juli 1979                   | DVD            | Jacques Chirac (1974–1976)            | Chirac I                                        |                                                 |
| Raymond Barre (1976–1981)             | Simone Veil                           | Simone Veil (1927–2017)               | 27 mei 1974                | 4 juli 1979                   | DVD            | Barre I                               |                                                 |                                                 |
| Raymond Barre (1976–1981)             | Simone Veil                           | Simone Veil (1927–2017)               | 27 mei 1974                | 4 juli 1979                   | DVD            | Barre II                              | Minister van Sociale Zaken                      |                                                 |
| Raymond Barre (1976–1981)             | Simone Veil                           | Simone Veil (1927–2017)               | 27 mei 1974                | 4 juli 1979                   | DVD            | Barre III                             | Minister van Sociale Zaken / Minister van Gezin |                                                 |
| Raymond Barre (1976–1981)             |                                       | Jacques Barrot                        | Jacques Barrot (1937–2014) | 4 juli 1979                   | 21 mei 1981    | Barre III                             | UDF (CDS)                                       | Minister van Sociale Zaken / Minister van Gezin |
|                                       | Edmond Hervé                          | Edmond Hervé (1942)                   | 21 mei 1981                | 22 juni 1981                  | PS             | Pierre Mauroy (1981–1984)             | Mauroy I                                        |                                                 |
|                                       | Jack Ralite                           | Jack Ralite (1928–2017)               | 22 juni 1981               | 23 maart 1983                 | PCP            | Pierre Mauroy (1981–1984)             | Mauroy II                                       |                                                 |
| Staatssecretaris voor Volksgezondheid | Staatssecretaris voor Volksgezondheid | Staatssecretaris voor Volksgezondheid | Ambtstermijn               | Ambtstermijn                  | Partij(en)     | Premier(s)                            | Kabinet(en)                                     | Overige functie(s)                              |
|                                       | Edmond Hervé                          | Edmond Hervé (1942)                   | 23 maart 1983              | 20 maart 1986                 | PS             | Pierre Mauroy (1981–1984)             | Mauroy III                                      |                                                 |
| Laurent Fabius (1984–1986)            | Edmond Hervé                          | Edmond Hervé (1942)                   | 23 maart 1983              | 20 maart 1986                 | PS             | Fabius                                |                                                 |                                                 |
| Viceminister voor Volksgezondheid     | Viceminister voor Volksgezondheid     | Viceminister voor Volksgezondheid     | Ambtstermijn               | Ambtstermijn                  | Partij(en)     | Premier(s)                            | Kabinet(en)                                     | Overige functie(s)                              |
|                                       |                                       | Michèle Barzach (1943)                | 20 maart 1986              | 10 mei 1988                   | RPR            | Jacques Chirac (1986–1988)            | Chirac II                                       |                                                 |
|                                       | Claude Évin                           | Claude Évin (1949)                    | 10 mei 1988                | 22 juni 1988                  | PS             | Michel Rocard (1988–1991)             | Rocard I                                        |                                                 |
| Minister voor Volksgezondheid         | Minister voor Volksgezondheid         | Minister voor Volksgezondheid         | Ambtstermijn               | Ambtstermijn                  | Partij(en)     | Premier(s)                            | Kabinet(en)                                     | Overige functie(s)                              |
|                                       | Claude Évin                           | Claude Évin (1949)                    | 22 juni 1988               | 15 mei 1991                   | PS             | Michel Rocard (1988–1991)             | Rocard II                                       | Minister van Sociale Zaken                      |
| Viceminister voor Volksgezondheid     | Viceminister voor Volksgezondheid     | Viceminister voor Volksgezondheid     | Ambtstermijn               | Ambtstermijn                  | Partij(en)     | Premier(s)                            | Kabinet(en)                                     | Overige functie(s)                              |
|                                       | Bruno Durieux                         | Bruno Durieux (1944)                  | 15 mei 1991                | 2 april 1992                  | UDF            | Édith Cresson (1991–1992)             | Cresson                                         |                                                 |
| Minister voor Volksgezondheid         | Minister voor Volksgezondheid         | Minister voor Volksgezondheid         | Ambtstermijn               | Ambtstermijn                  | Partij(en)     | Premier(s)                            | Kabinet(en)                                     | Overige functie(s)                              |
|                                       | Bernard Kouchner                      | Bernard Kouchner (1939)               | 2 april 1992               | 29 maart 1993                 | DVG            | Pierre Bérégovoy (1992–1993)          | Bérégovoy                                       |                                                 |
|                                       | Simone Veil                           | Simone Veil (1927–2017)               | 29 maart 1993              | 17 mei 1995                   | DVD            | Édouard Balladur (1993–1995)          | Balladur                                        | Minister van Staat                              |
| Minister van Sociale Zaken            | Simone Veil                           | Simone Veil (1927–2017)               | 29 maart 1993              | 17 mei 1995                   | DVD            | Édouard Balladur (1993–1995)          | Balladur                                        |                                                 |
| Minister voor Stedelijke Ontwikkeling | Simone Veil                           | Simone Veil (1927–2017)               | 29 maart 1993              | 17 mei 1995                   | DVD            | Édouard Balladur (1993–1995)          | Balladur                                        |                                                 |
|                                       |                                       | Élisabeth Hubert (1956)               | 17 mei 1995                | 7 november 1995               | RPR            | Alain Juppé (1995–1997)               | Juppé I                                         |                                                 |
| Staatssecretaris voor Volksgezondheid | Staatssecretaris voor Volksgezondheid | Staatssecretaris voor Volksgezondheid | Ambtstermijn               | Ambtstermijn                  | Partij(en)     | Premier(s)                            | Kabinet(en)                                     | Overige functie(s)                              |
|                                       | Hervé Gaymard                         | Hervé Gaymard (1960)                  | 7 november 1995            | 3 juni 1997                   | RPR            | Alain Juppé (1995–1997)               | Juppé II                                        |                                                 |
|                                       | Bernard Kouchner                      | Bernard Kouchner (1939)               | 3 juni 1997                | 18 november 1998              | DVG            | Lionel Jospin (1997–2002)             | Jospin                                          |                                                 |
|                                       | Dominique Gillot                      | Dominique Gillot (1949)               | 18 november 1998           | 8 februari 2001               | PS             | Lionel Jospin (1997–2002)             | Jospin                                          |                                                 |
| Viceminister voor Volksgezondheid     | Viceminister voor Volksgezondheid     | Viceminister voor Volksgezondheid     | Ambtstermijn               | Ambtstermijn                  | Partij(en)     | Premier(s)                            | Kabinet(en)                                     | Overige functie(s)                              |
|                                       | Bernard Kouchner                      | Bernard Kouchner (1939)               | 8 februari 2001            | 6 mei 2002                    | DVG            | Lionel Jospin (1997–2002)             | Jospin                                          |                                                 |
| Minister voor Volksgezondheid         | Minister voor Volksgezondheid         | Minister voor Volksgezondheid         | Ambtstermijn               | Ambtstermijn                  | Partij(en)     | Premier(s)                            | Kabinet(en)                                     | Overige functie(s)                              |
|                                       | Jean-François Mattei                  | Jean- François Mattei (1943)          | 6 mei 2002                 | 31 maart 2004                 | DL (2002)      | Jean-Pierre Raffarin (2002–2005)      | Raffarin I                                      | Minister van Sport                              |
|                                       | Jean-François Mattei                  | Jean- François Mattei (1943)          | 6 mei 2002                 | 31 maart 2004                 | UMP (2002–05)  | Jean-Pierre Raffarin (2002–2005)      | Raffarin II                                     | Minister van Sport                              |
|                                       | Philippe Douste-Blazy                 | Philippe Douste-Blazy (1953)          | 31 maart 2004              | 31 mei 2005                   | UMP            | Jean-Pierre Raffarin (2002–2005)      | Raffarin III                                    |                                                 |
|                                       | Xavier Bertrand                       | Xavier Bertrand (1965)                | 31 mei 2005                | 27 maart 2007                 | UMP            | Dominique de Villepin (2005–2007)     | de Villepin                                     | Minister van Sociale Zaken                      |
|                                       | Philippe Bas                          | Philippe Bas (1958)                   | 27 maart 2007              | 16 mei 2007                   | UMP            | Dominique de Villepin (2005–2007)     | de Villepin                                     | Minister van Sociale Zaken                      |
|                                       | Roselyne Bachelot                     | Roselyne Bachelot (1946)              | 16 mei 2007                | 13 november 2010              | UMP            | François Fillon (2007–2012)           | Fillon I                                        | Minister van Jeugd en Sport                     |
| Fillon II                             | Roselyne Bachelot                     | Roselyne Bachelot (1946)              | 16 mei 2007                | 13 november 2010              | UMP            | François Fillon (2007–2012)           |                                                 | Minister van Jeugd en Sport                     |
|                                       | Xavier Bertrand                       | Xavier Bertrand (1965)                | 14 november 2010           | 15 mei 2012                   | UMP            | François Fillon (2007–2012)           | Fillon III                                      | Minister van Arbeid en Werkgelegenheid          |
|                                       | Marisol Touraine                      | Marisol Touraine (1959)               | 15 mei 2012                | 14 mei 2017                   | PS             | Jean-Marc Ayrault (2012–2014)         | Ayrault I                                       | Minister van Sociale Zaken                      |
| Ayrault II                            | Marisol Touraine                      | Marisol Touraine (1959)               | 15 mei 2012                | 14 mei 2017                   | PS             | Jean-Marc Ayrault (2012–2014)         |                                                 | Minister van Sociale Zaken                      |
| Manuel Valls (2014–2016)              | Marisol Touraine                      | Marisol Touraine (1959)               | 15 mei 2012                | 14 mei 2017                   | PS             | Valls I                               |                                                 | Minister van Sociale Zaken                      |
| Manuel Valls (2014–2016)              | Marisol Touraine                      | Marisol Touraine (1959)               | 15 mei 2012                | 14 mei 2017                   | PS             | Valls II                              |                                                 | Minister van Sociale Zaken                      |
| Bernard Cazeneuve (2016–2017)         | Marisol Touraine                      | Marisol Touraine (1959)               | 15 mei 2012                | 14 mei 2017                   | PS             | Cazeneuve                             |                                                 | Minister van Sociale Zaken                      |
|                                       | Agnès Buzyn                           | Agnès Buzyn (1962)                    | 14 mei 2017                | 16 februari 2020              | DVG (2017)     | Édouard Philippe (2017–2020)          | Philippe I                                      | Minister van Sociale Zaken                      |
| Philippe II                           | Agnès Buzyn                           | Agnès Buzyn (1962)                    | 14 mei 2017                | 16 februari 2020              | DVG (2017)     | Édouard Philippe (2017–2020)          |                                                 | Minister van Sociale Zaken                      |
|                                       | Agnès Buzyn                           | Agnès Buzyn (1962)                    | 14 mei 2017                | 16 februari 2020              | LREM (2017–20) | Édouard Philippe (2017–2020)          |                                                 | Minister van Sociale Zaken                      |
|                                       | Olivier Véran                         | Olivier Véran (1980)                  | 16 februari 2020           | 20 mei 2022                   | LREM           | Édouard Philippe (2017–2020)          | Minister van Sociale Zaken                      |                                                 |
| Jean Castex (2020–2020)               | Olivier Véran                         | Olivier Véran (1980)                  | 16 februari 2020           | 20 mei 2022                   | LREM           | Castex                                | Minister van Sociale Zaken                      |                                                 |
|                                       | Brigitte Bourguignon                  | Brigitte Bourguignon (1959)           | 20 mei 2022                | 4 juli 2022                   | LREM           | Élisabeth Borne (2022–heden)          | Borne I                                         |                                                 |
|                                       |                                       | François Braun (1962)                 | 4 juli 2022                | heden                         | O              | Élisabeth Borne (2022–heden)          | Borne II                                        |                                                 |